# Undateable
Undateable (no Brasil, Os Impegáveis) foi uma sitcom estadunidense criada por Adam Sztykiel e exibida pela NBC entre 29 de maio de 2014 e 29 de janeiro de 2016.
Em 13 de maio de 2016, a série foi cancelada pela emissora NBC depois de três temporadas.

## Enredo
Danny Burton é um cara na faixa dos 30 anos,solteiro e despreocupado que viu a maioria de seus amigos entrar em relacionamentos sérios.

## Elenco

### Elenco principal
- Chris D'Elia como Danny Burton
- Brent Morin como Justin Kearney
- Bianca Kajlich como Leslie Burton
- David Fynn como Brett
- Rick Glassman como Burski
- Rob Funches como Shelly
- Bridgit Mendler como Candace (desde temporada 2)

### Elenco recorrente
- Briga Heelan como Nicki
- Eva Amurri Martino como Sabrina
- Rory Scovel como Kevi
- Adam Hagenbuch como Trent

### Elenco convidado
- Tom Cavanagh como Frank
- Josh Hopkins como Julius
- Ed Sheeran como a si mesmo
- Victoria Justice como Amanda
- Zach Braff como colega de trabalho de Shelly
- Donald Faison como colega de trabalho de Shelly
- Christa Miller como Ally
- Neil Flynn como um cliente
- Drew Pinsky como um cliente
- Mike Catherwood como Mike
- Kate Walsh como um cliente
- Scott Foley (uma versão exagerada de si mesmo)
- Sarah Chalke como ela mesma
- Robert Maschio como a si mesmo
- Charlie Puth como a si mesmo

## Episódios

### Primeira temporada
| Nº   | Título               | Exibição original   |
| ---- | -------------------- | ------------------- |
| 1x01 | "Pilot"              | 29 de maio de 2014  |
| 1x02 | "Pants Buddies"      | 29 de maio de 2014  |
| 1x03 | "Three's A Crowd"    | 5 de junho de 2014  |
| 1x04 | "The Switch"         | 5 de junho de 2014  |
| 1x05 | "The Hero is Me"     | 12 de junho de 2014 |
| 1x06 | "Leader of the Pack" | 12 de junho de 2014 |
| 1x07 | "The Move"           | 19 de junho de 2014 |
| 1x08 | "The Julius Effect"  | 19 de junho de 2014 |
| 1x09 | "Low Hanging Fruit"  | 26 de junho de 2014 |
| 1x10 | "Daddy Issues"       | 26 de junho de 2014 |
| 1x11 | "Let There Be Light" | 3 de julho de 2014  |
| 1x12 | "Danny's Boys"       | 3 de julho de 2014  |
| 1x13 | "Go for Gary"        | 3 de julho de 2014  |

### Segunda temporada
Em 31 de julho de 2014, a série foi renovada para uma segunda temporada.
| Nº   | Título                                    | Exibição original   |
| ---- | ----------------------------------------- | ------------------- |
| 2x01 | "A Japanese Businessman Walks Into a Bar" | 17 de março de 2015 |
| 2x02 | "Candace's Boyfriend Walks Into a Bar"    | 24 de março de 2015 |
| 2x03 | "An Imaginary Torch Walks Into a Bar"     | 31 de março de 2015 |
| 2x04 | "A Stray Dog Walks Into a Bar"            | 14 de abril de 2015 |
| 2x05 | "A Priest Walks Into a Bar"               | 21 de abril de 2015 |
| 2x06 | "A Sibling Rivalry Walks Into a Bar"      | 28 de abril de 2015 |
| 2x07 | "A Live Show Walks Into a Bar"            | 5 de maio de 2015   |
| 2x08 | "A Live Show Walks Into a Bar"            | 5 de maio de 2015   |
| 2x09 | "An Angry Judge Walks Into a Bar"         | 12 de maio de 2015  |
| 2x10 | "Cop Number Four Walks Into a Bar"        | 12 de maio de 2015  |

### Terceira temporada
Em 8 de maio de 2015, a série foi renovada para uma terceira temporada, que será composto inteiramente de episódios ao vivo.
| Nº   | Título                                     | Exibição original      |
| ---- | ------------------------------------------ | ---------------------- |
| 3x01 | "A Will They Walks Into a Bar"             | 9 de outubro de 2015   |
| 3x02 | "A Will They Walks Into a Bar"             | 9 de outubro de 2015   |
| 3x03 | "A Rock and Hard Place Walk Into a Bar"    | 16 de outubro de 2015  |
| 3x04 | "A Truth Hug Walks Into a Bar"             | 23 de outubro de 2015  |
| 3x05 | "Halloween Walks Into a Bar"               | 30 de outubro de 2015  |
| 3x06 | "A Puppet Walks Into a Bar"                | 06 de novembro de 2015 |
| 3x07 | "An Origin Story Walks Into a Bar"         | 20 de novembro de 2015 |
| 3x08 | "A Bachelorette Party Walks Into a Bar"    | 04 de dezembro de 2015 |
| 3x09 | "A Box of Puppies Walks Into a Bar"        | 11 de dezembro de 2015 |
| 3x10 | "A New Year's Resolution Walks Into a Bar" | 08 de janeiro de 2016  |
| 3x11 | "Danny's Boyz Walk Into a Bar"             | 15 de janeiro de 2016  |
| 3x12 | "The Backstreet Boys Walk Into a Bar"      | 29 de janeiro de 2016  |
| 3x13 | "The Backstreet Boys Walk Into a Bar"      | 29 de janeiro de 2016  |

## Recepção
Em sua 1ª temporada, Undateable teve recepção mista por parte da crítica especializada. Com base de 19 avaliações profissionais, alcançou uma pontuação de 50% no Metacritic.